# 스티브 제임스
스티브 제임스(Steve James, 1952년 2월 19일 ~ 1993년 12월 18일)는 미국의 배우, 각본가, 영화배우, 스턴트 배우, 텔레비전 배우이다.
뉴욕에서 태어났으며 버뱅크에서 사망하였다. 사인은 암이다.  할리우드 포에버 공동묘지에 매장되었다.

## 영화
- 맨티스 (1994년)
- 베니의 주말 2 (1993년)
- 플레이어 (1992년)
- 아메리칸 코만도 (1991년)
- 스트리트 헌터 (1990년)
- 아메리칸 닌자 3 (1989년)
- 아임 고너 깃 유 서카 (1988년)
- 강력계의 영웅 (1988년)
- 특명기동작전 테러지령 (1988년)
- 아메리칸 닌자 2 (1987년)
- 사선을 넘어 (1986년)
- 특명기동작전 암살지령 (1986년)
- 성난 사자 (1986년)
- 델타 포스 (1986년) - 바비 역
- 아메리칸 닌자 (1985년)
- 리브 앤 다이 (1985년)
- 다른 행성에서 온 형제 (1984년)
- 비질랜티 (1983년)
- 솔저 (1982년)
- 익스터미네이터 (1980년)
- 어둠의 방랑자 (1980년)
- 타임 스퀘어 (1980년)
- 슬로우 댄싱 인 빅 시티 (1978년)
- 십자수권 (1978년)
- 망각의 땅 (1975년)
- 캡틴 크로노스 - 뱀파이어 헌터 (1974년)
- 소니 카슨의 교육 (1974년)